# Саша Ройз
Саша Ройз (англ. Sasha Roiz; 21 жовтня 1973, Яффа) — канадський актор. Відомий за роллю Сема Адами в науково-фантастичному серіалі «Каприка».

## Біографія
Народився в Яффі, Ізраїль, в родині емігрантів із Росії Якова та Рими Ройзманів. В 1980 році разом с батьками переїхав до Монреалю (Канада).
Після закінчення школи вивчав історію в коледжі.
В юнацькі роки Саша активно займався легкою атлетикою i музикою. Протягом кількох років був барабанщиком в номінованій на Джуно канадській інді-рок групі Tricky Woo. Після виходу, в 1999 році, третього альбому Sometimes I Cry пішов із колективу і вирішив присвятити своє життя акторській професії.
У 2002 році закінчив Гілфордську школу акторської майстерності в Англії. Повернувшись до Канади Саша Ройз протягом року працював у театрі в Монреалі, потім переїхав до Торонто.
У 2005 році був номінований на престижну театральну премію Маски в Квебеці, в категорії «Найкращий актор другого плану».
З 2007 року актор живе та працює у Лос-Анджелесi. 
У 2016 став громадянином США. 

## Фільмографія

### Фільми
| Рік  |    | Українська назва        | Оригінальна назва      | Роль                                 |
| ---- | -- | ----------------------- | ---------------------- | ------------------------------------ |
| 2004 | ф  | Післязавтра             | The Day After Tomorrow | астронавт Паркер                     |
| 2005 | ф  | Напад на 13-ту дільницю | Assault on Precinct 13 | Джейсон Еліас                        |
| 2005 | ф  | Земля мертвих           | Land of the Dead       | Манолетте                            |
| 2006 | ф  | 16 кварталів            | 16 Blocks              | детектив Келлер                      |
| 2006 | ф  | Людина року             | Man of the Year        | Дональд Тілсон                       |
| 2010 | ф  | Немислиме               | Unthinkable            | слідчий Любичич                      |
| 2012 | ф  | Витяг                   | Extracted              | Том                                  |
| 2014 | ф  | Помпеї                  | Pompeii                | Прокул                               |
| 2020 | мф |                         | Superman: Red Son      | Хел Джордан / Зелений Ліхтар (голос) |
| 2022 | мф | Я — панда               | Turning Red            | мітсер Келовський (голос)            |

### Телесеріали
| Рік       |   | Українська назва                | Оригінальна назва                 | Роль                                                |
| --------- | - | ------------------------------- | --------------------------------- | --------------------------------------------------- |
| 2001      | с |                                 | Largo Winch                       | Сергій (Епізод: "Endgame")                          |
| 2003      | с |                                 | Playmakers                        | Стівен Лайлз (6 епізодів)                           |
| 2003      | с | Мутанти X                       | Mutant X                          | Натаніель (Епізод: "Wasteland")                     |
| 2007      | с | Морська поліція: Спецпідрозділ  | NCIS                              | спеціальний агент Рік Голл (Епізод: "Grace Period") |
| 2007      | с | C.S.I.: Місце злочину Маямі     | CSI: Miami                        | Даррен Батлер (Епізод: "Guerillas in the Mist")     |
| 2007      | с | Через річку в Детройт           | Across the River to Motor City    | Бен Форд (6 епізодів)                               |
| 2008      | с | Термінатор: Хроніки Сари Коннор | CSI: Miami                        | офіцер поліції (Епізод: "Gnothi Seauton")           |
| 2009      | с | Теорія брехні                   | Lie To Me                         | капитан Девід Марков (Епізод: "A Perfect Score")    |
| 2009      | с | Менталіст                       | The Mentalist                     | Кіт Воллкатт (Епізод: "Crimson Casanova")           |
| 2009—2010 | с | Каприка                         | Across the River to Motor City    | Сем Адама (17 епізодів)                             |
| 2010      | с | CSI: Місце злочину              | CSI: Crime Scene Investigation    | Денні Маклін (Епізод: "Pool Shark")                 |
| 2011      | с | Доктор Хаус                     | House                             | сержант Дріскол (Епізод: "Від батога до пряника")   |
| 2011      | с | Касл                            | Castle                            | Боббі Старк (Епізод: "Pretty Dead")                 |
| 2011      | с | Склад 13                        | Castle                            | Маркус Деймонд (7 епізодів)                         |
| 2011      | с | В Філадельфії завжди сонячно    | It's Always Sunny in Philadelphia | Адріано Кальванезе (2 епізоди)                      |
| 2011—2017 | с | Грімм                           | Grimm                             | капітан Ренар (123 епізоди)                         |
| 2017—2018 | с |                                 | Salvation                         | президент Монро Беннет (9 епізодів)                 |
| 2019      | с | Люцифер                         | Lucifer                           | маршал Люк Рейнольдс (Епізод: "Everything's Okay")  |
| 2019      | с | Форс-мажори                     | Suits                             | Томас Кесслер (6 епізодів)                          |
| 2020—2021 | с | 9-1-1                           | 9-1-1                             | капітан Ренар (6 епізодів)                          |

### Відеоігри
- The Godfather II[en] (2009) … Дон Естебан Альмеда (голос)
- Wolfenstein (2009) … Павел Черні (голос)

## Виноски
1. 1 2  @sasharoiz (18 серпня 2016). Guess who's making America great again? (Твіт) — через Твіттер.
2. ↑  Біографія Саші Ройза(англ.) на NBC.Com
3. ↑  'Grimm' Season 6: Two stars are engaged, one's a new U.S. citizen, and is this the last season? (англ) . Процитовано 22 листопада 2017.